# أحمد القوصي
أحمد القوصي (1281 هـ - 1334 هـ الموافق 1864-1915م)
أحمد بن محمد بن أحمد عبد الحق القوصي. زجال مصري، له اشتغال بالأدب ولد في قوص، وتعلم بأسيوط، ثم بالأزهر، ومدرسة دار العلوم بالقاهرة، وعانى التدريس، واشترك في تحرير بعض المجلات، وأنشأ جريدة النجاة الأسبوعية - لقيت إقبالاً، ثم مجلة (السبعة ودمّتها) وفي هذه ظهر نبوغه في الزجل، امتازت أزجاله بالمعاني الاجتماعية، والأخلاقية في قالب فكاهي شعبي رقيق. له (ديوان-ط) احتوى على بعض ما كتب من زجل وشعر، توفي في القاهرة.